# Los únicos
Los únicos è una telenovela argentina trasmessa dal 7 febbraio 2011 all'11 maggio 2012 su El Trece.
Andò in onda per la prima volta, il 7 febbraio 2011,  dal lunedì al giovedì dalle ore 22:00 (UTC-3), sull'emittente televisiva argentina, El Trece. A partire dal 9 maggio 2011 fu trasmesso la domenica alle 22:00, e dal lunedì al giovedì alle 21:00. Dall'11 settembre 2011 venne riportata alla programmazione originale. La telenovela è terminata il 19 dicembre 2011.
Scritta da Marcos Carnevale, Pablo Junovich e Mariano Vera e ideata da Adrián Suar. I protagonisti della prima serie sono stati: Mariano Martínez, Nicolás Cabré, Griselda Siciliani, Nicolás Vázquez, Eugenia Tobal, Marcelo Mazzarello, Pepe Monje, Jimena Barón, Pilar Gamboa, Claudia Fontán e Arnaldo André.

## Trama
Los únicos è un'unità speciale e segreta di agenti, unici, in quanto posseggono dei poteri che li differenziano dal resto dei normali esseri umani, e minuziosamente selezionati. Ogni agente aveva in passato prestato servizio per le forze dell'ordine tradizionali. Il capo assoluto di questa squadra speciale è Alfredo Monterrey, impersonato da Arnaldo André, il quale dedica tutta la sua vita a formare queste squadre in differenti luoghi del pianeta.

## Elenco personaggi

### Prima stagione
- Mariano Martínez: Diego Rouvier
- Nicolás Cabré: Axel Etcheverry
- Griselda Siciliani: María Soledad Marini
- Nicolás Vázquez: Ruben Hagi
- Eugenia Tobal: Rosario Ahumada
- Marcelo Mazzarello: Adolfo Fortuna
- Pepe Monje: Hugo Albarracín
- Jimena Barón: María Paula "Poly" Said
- Pilar Gamboa: Violeta Morano
- Julieta Zylberberg: Helena Epstein
- Claudia Fontán: Soraya Bismarck
- Arnaldo André: Alfredo Monterrey
- Carlos Belloso: Livio Muzak
- Favio Posca: Ronco Milevich
- María Eugenia Suárez: Sofía Reyes
- Fabián Arenillas: Manuel Soria
- María del Cerro: Carolina Guzmán
- Brenda Asnicar: Keira Beltran
- Valentina Zenere: Jessica Cervantes

### Seconda stagione
- Emilia Attias: Mia Horgensen
- Nicolás Vázquez: Ruben Hagi
- María Eugenia Suárez: Sofía Reyes
- Victorio D'Alessandro: Ciro Funes
- Brenda Asnicar: Keira Beltrán
- Juan Manuel Guilera: Lucas Miller
- Rodrigo Noya: Bruno Epstein
- Darío Lopilato: Francisco "Pancho"
- Benjamín Amadeo: Cristiano Dergian
- Sabrina Rojas: Eloina
- Fabián Gianola: Dreyfus
- Nicolás Scarpino: Elvis Llano
- Celine Reymond: Uma Bali
- Marco Antonio Caponi: Moro Hunter
- Gimena Accardi: Dolores Fuertes
- Nicolás Cabré: Axel Etcheverry
- Elias Viñoles: Borja
- Claudia Fontàn: Soraya Bismarck
- Chino Darín: Marco Montacuarto
- Carlos Baute: Vitto Montesino
- Macarena Paz: Francesca Hagi
- Marina Bellati: Melania Rinaldi

## Apparizioni speciali
|  | - Marcela Kloosterboer - Adrián Suar - Miguel Ángel Rodríguez - Osvaldo Laport - Ana María Orozco - Dady Brieva | - Yayo Guridi - Mario Pergolini - Catherine Fulop - Norma Pons - Claribel Medina - Fabián Vena | - Norman Briski - Tomás Fonzi - Gloria Carrá - Jorgelina Aruzzi - Violeta Urtizberea - David Bisbal | - Diego Torres - Daniel Hendler - Christian Sancho - Carla Peterson - Gabo Correa - Carlos Baute | - Gonzalo Heredia - Juana Viale - Guido Kaczka - La Mona Giménez - Franco De Vita - Chayanne - Micaela Vázquez |

## Personaggi

### Protagonisti
- Diego Rouvier: È considerato un sex symbol, milionario, eccentrico, super intelligente, non fa mai compromessi. È anche agente d'élite, dotato della migliore formazione, il più esperto del gruppo. Possiede una notevole capacità di deduzione. È attratto sentimentalmente da Maria.
- Axel Etcheverry:  Possiede un corpo con delle ossa pressoché indistruttibili. In realtà odia la sua vita. Agente di talento, ha militato presso l'agenzia di Gabriel Nielsen , interpretato da Adrián Suar, che incolpa per avergli rovinato la sua vita. È fondamentalmente pessimista, e non crede nell'amicizia. Questo suo comportamento è dovuto principalmente dal tradimento emotivo da parte dei suoi colleghi, e di sua moglie che lo ha tradito con un insegnante di Capoeira. Uscirà contemporaneamente sia con Violeta che con Helena, ma si innamorerà di Sofia.
- María Soledad Marini: Cresciuta in campagna, ha il potere della superforza, e grazie al reclutamento nella squadra, imparerà a gestire i suoi poteri ed a vivere in società. È la sorella maggiore Maira. Si sente attratta da Diego. È figlia di Monterrey, ma lei non lo sa.
- Ruben Hagi: Possiede una  "pelle d'elefante", perché è così fitta che la rende praticamente indistruttibile. È grezzo e impulsivo. Probabilmente in passato ha avuto una figlia, ma ha deciso di lasciarla alle cure della sua madre biologica. Si lamenta sempre del fatto che sbagliano l'accento sul suo nome. Sembra essere attratta da Rosario.
- Rosario Ahumada: Ha innata capacità di aprire qualsiasi cassaforte, anche quelle con i sistemi di sicurezza ritenuti inespugnabili. È considerata "la regina dell'inganno, delle truffe o frodi", nulla le sfugge, si tratta di ingannare. È anche genio della matematica.
- Soraya Bismarck: Soraya è innamorata da anni di Monterrey, ma la distanza professionale che lui ha imposto è sempre stata un ostacolo ai loro sentimenti. È un culto di efficienza, dotato di gran carattere, ma dietro la facciata della dura, vi è una donna di buon cuore e molto passionale. Ha molta conoscenza delle armi e delle strategie di combattimento.
- Hugo Albarracín: è un uomo dotato di una doppia personalità. Di fronte alle avversità, si trasforma in un vero e proprio "Rambo", un soldato d'élite, titolare di una tecnica e coraggio ammirevoli. L'altra personalità è il classico stereotipo gay. È ottimo amico di Ruben.
- María Paula "Poly" Said: Poli è l'esperto di computer. È in grado di gestisce contemporaneamente quattro computer, è molto veloce, accurata ed è dotata di una grande personalità. In un primo momento è refrattaria a integrarsi nel gruppo, non le interessa avere degli amici, ed è po' presuntuosa in quanto si ritiene un in genio, superiore a tutti gli altri, ma poi cambierà. È innamorata di Ruben.
- Alfredo Monterrey: È considerata vera e propria leggenda dell'azione. In gioventù, era un famoso agente. Estremamente professionale, ha anteposto il lavoro alla vita privata. Possiede un intelletto superiore, una superforza, incute rispetto con la sua sola presenza. Ha una figlia che ha dovuto abbandonare per la sua carriera, Maria Soledad.
- Adolfo Fortuna: È un vicino di casa di Maria, anche se lui sostiene di essere il suo fidanzato. Raggiungere la capitale federale, sulle orme della sua amata.

### Co-protagonisti
- Helena Epstein: interpretata da Julieta Zylberberg, è la segretaria di Monterrey e Soraya. È una stacanovista, è efficiente, parla molte lingue, ma è un po' scortese. È attratta da Axel.
- Violeta Morano: interpretata da Pilar Gamboa. Possiede un sesto senso molto sviluppato. Ha il potere di "vedere" ciò che accadrà a breve termine. Sente una forte attrazione per Axel.
- Zurdo: interpretato da Leo Kreimer, è il braccio destro di Livio e Ronco. Partecipa a tutti la piani diabolici dei due furfanti, obbedendo ai loro ordini.
- Elvira: interpretata da Ana María Castel, è sorella di Americo, e vive con lui nella casa di Diego. Elvira è diventata come una seconda madre dopo la perdita dei suoi genitori, l'ha cresciuta e le ha insegnato tutto ciò che sa.
- Manuel Soria: interpretato da Fabián Arenillas, è un commissario corrotto.

### Partecipazioni speciali
- Livio Muzak: interpretato da Carlos Belloso, maestro del travestimento, nemico di Alfredo Monterrey che lo vuole eliminare. Ha un potere di trasformazione che gli consente di modificare il tuo volto. È responsabile della morte dei genitori di Diego.
- Ronco Milevich: interpretato da Favio Posca, ha il potere di generare e manipolare l'elettricità. Si tratta di un vero psicopatico, elegante, glamour, moderno e malvagio, privo di morale. Ha subito un incidente a 10 anni: mentre stava nuotando, cadde in piscina il taglia erba, venne folgorato, da qui la nascita dei suoi poteri. Al fine, per catturare la loro attenzione, si fa passare per un presunto fratello gemello giunto dalla Spagna, Angel Milevich, con una personalità opposta alla sua.
- Américo: interpretato da Emilio Disi, è fratello di Elvira e vive con lei nella casa di Diego. Per Diego è come un padre. Insieme ad Elvira, si rese responsabile del suo benessere. Ama il gioco d'azzardo.
- Candela: interpretata da Claribel Medina, è una straniera che si avvicinerà a Monterrey.

### Partecipazioni
- Anabela Ascar: interpretata da Anabela Ascar
- Amigacho: interpretato da Fernando Camara
- Passarelli: interpretato da Gonzalo Suárez. È un informatore del gruppo. Appare sempre come un venditore ambulante, a volte come statua vivente. Probabilmente ha una relazione con Hugo.
- Victoria: interpretata da Marcela Kloosterboer, è l'ex moglie di Axel. Lei lo ingannò, facendogli credere che era in dolce attesa di un figlio suo, ma al momento della nascita, il bambino era "grosso e nero". Compare solo nei ricordi di Axel.
- Vanina: interpretata da Florencia Ortiz, è l'ex moglie di Ruben. Si sono conosciuti quando erano giovani, e in seguito rimase incinta. Ma Vanina ha incontrato un uomo ricco, così ha lasciato Ruben, impedendogli di vedere la figlia.
- Francesca Hagi: interpretata da Alma Perrone, è la figlia di Ruben e Vanina.
- Gabriel Nielsen: interpretato da Adrián Suar, è lo stesso personaggio di Sin codigo. Inizialmente la sua presenza sarà solo di tipo telefonico, fino a quando non compare nel convento dove i Los Unicos si recano per salvare il Padre Primo.
- Hernán Corrales: interpretato da Carlos Mena
- Javier Valenzuela: interpretato da Edward Nutkiewicz, è un ex fidanzato di Soraya, proprietario del centro termale dove il Gruppo deve risolvere il caso della Blue Dragon. È complice di Livio.
- Miguel Ángel Fox: interpretato da Jorge Martínez, si tratta di un vecchio amico di Monterrey, che viene a l'unità dei Los únicos per invitare lui e Soraya al matrimonio di sua figlia.
- Savir: interpretato da Santiago Ríos, si fa passare per un insegnante di religione, ma in realtà ha rapito, sotto effetto di un virus, il figlio di un ministro.
- Jessica: interpretata da Valentina Zenere, è la figlia di Diego Rouvier.
- Carolina Guzmán: interpretata da María del Cerro, è una ragazza testimone dell'omicidio di un importante deputato di nome Smith Andrade. L'assassino cerca di dare la colpa a lei, ma riesce a fuggire e trovare un aiuto negli Los únicos.
- Miller: interpretato da Roberto Vallejos, è un burocrate. Si occupa di gestire le finanze del gruppo; a volte viene a controllare il lavoro di Monterrey.
- Quinielero: interpretato da Adrián Yospe
- Carlos Baute: interpretato da Carlos Baute
- Gonzalo Heredia: interpretato da Gonzalo Heredia
- Transeúnte: interpretata da Juana Viale
- Pedro Rey: interpretato da Esteban Prol
- Salvatore Materazzi: interpretato da Miguel Ángel Rodríguez
- Bianca Bella Materazzi: interpretata da Agustina Córdova
- modelo: interpretata da Pía Slapka
- Roberto Giordano: interpretato da Roberto Giordano
- Melania: interpretata da Marina Bellati
- Padre Primo: interpretato da José Luis Gioia
- Amador Heredia: interpretato da Osvaldo Laport
- Julia: interpretata da Connie Ansaldi
- Keira: interpretata da Brenda Asnicar